# 127515 Nitta
127515 Nitta è un asteroide della fascia principale. Scoperto nel 2002, presenta un'orbita caratterizzata da un semiasse maggiore pari a 2,6972079 UA e da un'eccentricità di 0,0814459, inclinata di 6,78496° rispetto all'eclittica.